# Gare de Bermeo

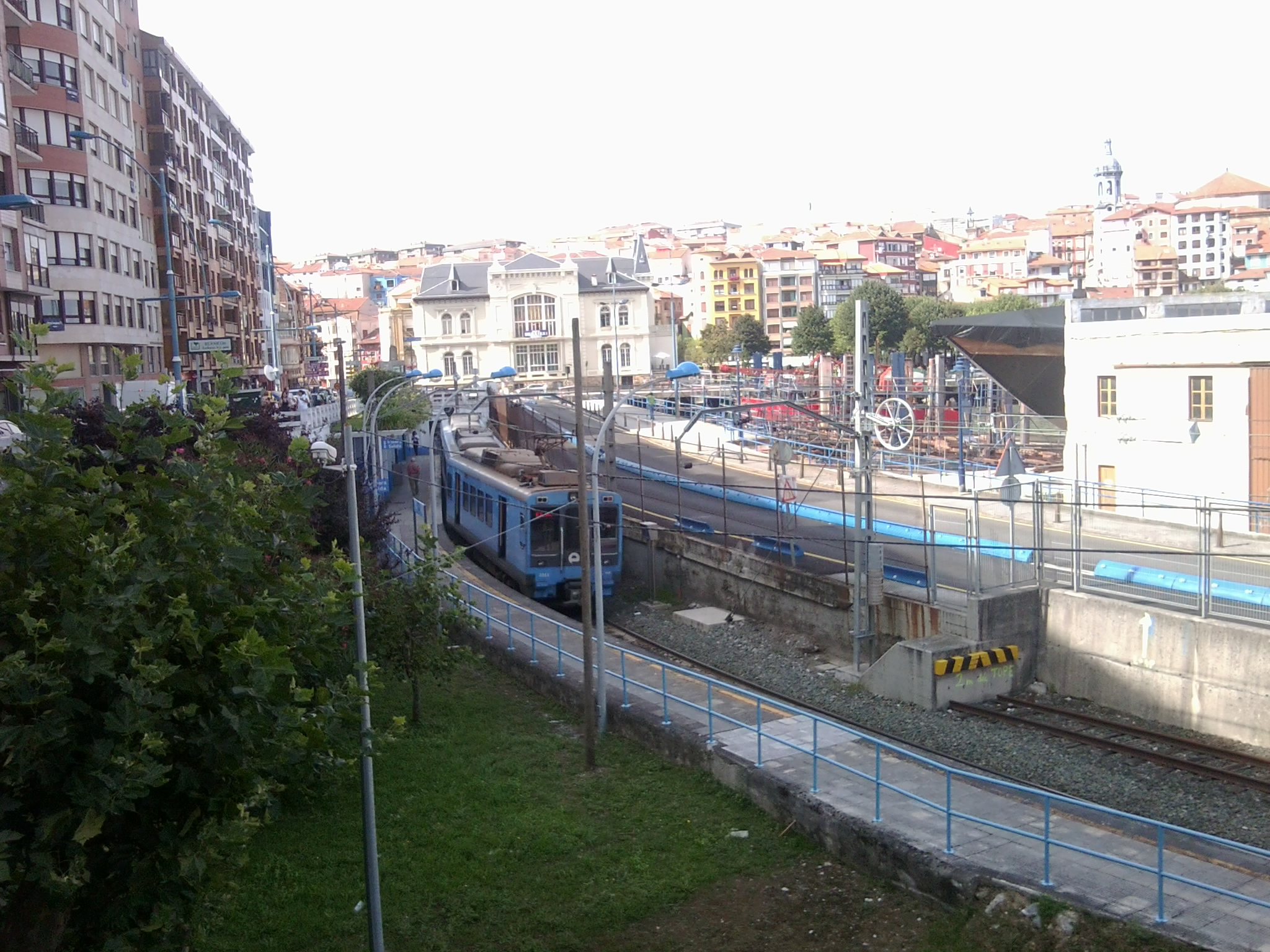
Gare de Bermeo

La station de Bermeo est une gare ferroviaire située dans la commune biscaïenne de Bermeo avec le port, le casino et le parc de la Lamera. C'est la gare terminale de la ligne d'Urdaibai d'EuskoTren. La gare dispose d'un quai couvert pour la plupart et une seule voie où les trains finissent leur parcours ou entament leur parcours de retour à la gare de Bilbao de Bilbao-Atxuri. L'accès à cette gare se trouve face au casino de Bermeo et compte à l'intérieur des distributeurs de billets et une série de systèmes qui ferment le passage au quai. Cette gare comprend également des écrans informatifs indiquant les horaires de sortie des trains. Cette gare a été complètement refaite il y a des années.
| Provenance/Destination | <       | Ligne | >                    | Provenance/Destination |
| ---------------------- | ------- | ----- | -------------------- | ---------------------- |
| Bilbao-Atxuri          | Mundaka |       | Tête ou fin de ligne | Bilbao-Atxuri          |
| Amorebieta             | Mundaka |       | Tête ou fin de ligne | Amorebieta             |